# Terme di Montecatini

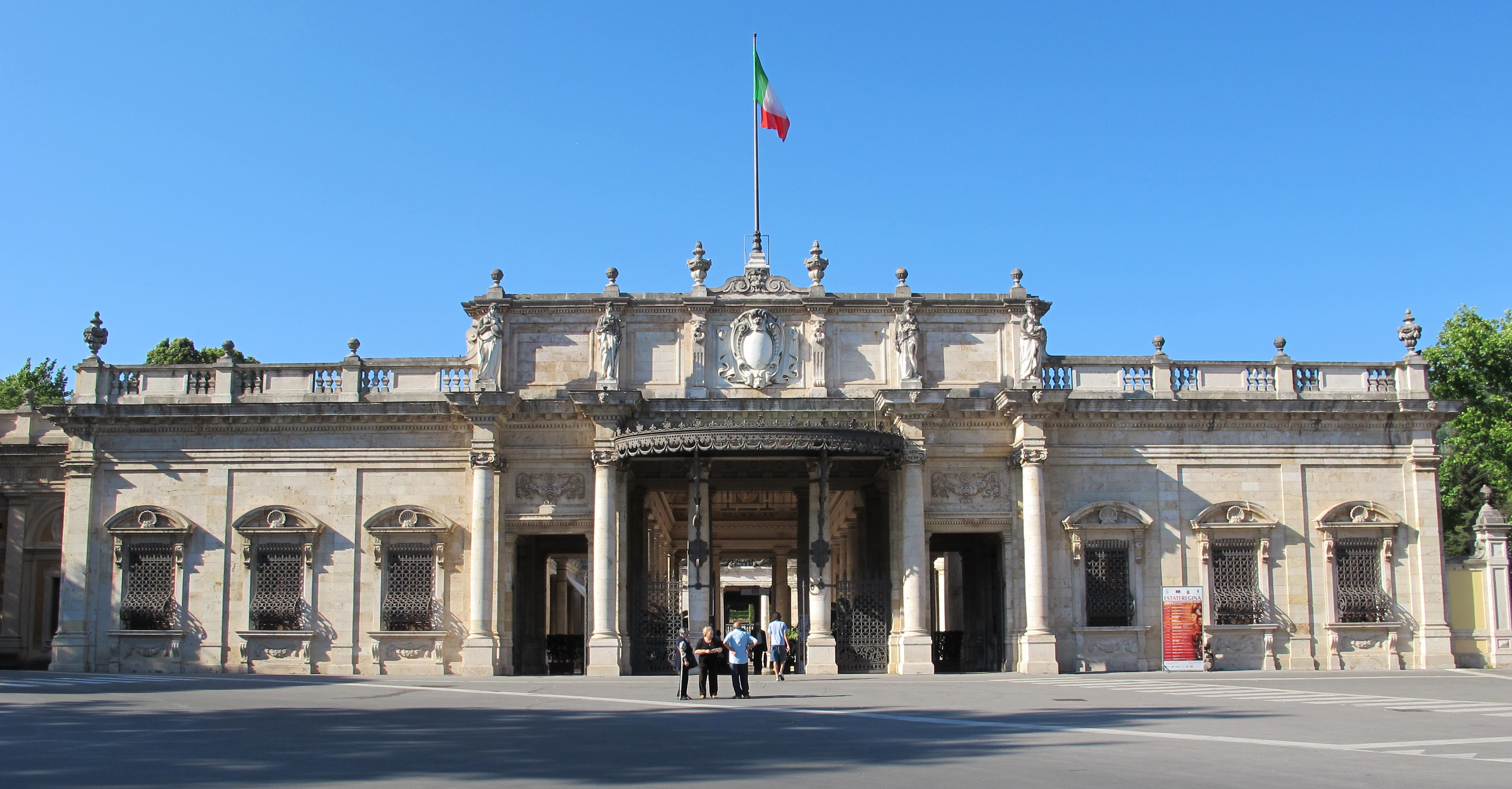
Lo stabilimento termale Tettuccio

Le terme di Montecatini sorgono nel comune di Montecatini Terme, in provincia di Pistoia.

## Territorio
Le terme di Montecatini si trovano in un'area della Toscana chiamata Valdinievole, famosa per una delle più grandi zone umide dell'entroterra italiano: il Padule di Fucecchio. 
Zona di alta attrazione turistica, gode di un'ottima posizione per quanto riguarda le località più famose e storiche della Toscana, infatti in un raggio di 50 chilometri si trovano Firenze, Pisa, Lucca e la Versilia.

## Storia
Il ritrovamento di alcune statuette votive di epoca romana accanto al cratere delle Terme Leopoldine, fa supporre che lo sfruttamento termale delle acque di Montecatini abbia origini molto remote, ma notizie scritte in merito compaiono la prima volta in una pergamena lucchese del 1201.
Le proprietà delle acque dovevano essere già abbastanza rinomate nel 1387, quando il mercante pratese Francesco Datini scrive al proprio medico chiedendo notizie sulle acque già usate da molti suoi pazienti.
La loro storia ufficiale inizia nel 1417 quando il medico e studioso Ugolino da Montecatini, padre della moderna idrologia, nel trattato manoscritto De Balneorum Italiae Proprietatibus ac Virtutibus scrive per la prima volta sui bagni di Monte Catini e ne descrive i benefici: ne cita uno in cui contadini si immergono per curare dolori osteo-articolari, un secondo usato per curare la scabbia e un terzo riparato da una piccola tettoia (l'attuale Stabilimento Tettuccio). Ne fa risalire la costruzione al 1370 per volontà della Repubblica Fiorentina, cui Montecatini è a quell'epoca soggetta. 
Successivamente Michele Savonarola parla delle sorgenti termali di Montecatini chiamandole Bagno Tondo, Bagno dei Cavalli e Bagno dei Merli.
La costruzione del primo stabilimento, chiamato Bagno Regio, viene realizzata nel 1773; negli anni successivi vedono la luce lo stabilimento Leopoldine, nel 1775, e il Tettuccio, nel 1779. viene anche eretto l'edificio detto delle Bibite gratuite rivolto ai meno abbienti.
Nel 1883 le Terme furono cedute ad una Società che faceva capo all'Onorevole Pietro Baragiola, per opera del quale cominciò la rinascita di Montecatini. Baragiola divenne il proprietario della Torretta, della sorgente Fortuna, del Tamerici, della Salute e delle fonti e i terreni attorno allo stabilimento Excelsior. Inoltre ristrutturò detti stabilimenti rendendoli più attraenti, non permise che il parco termale andasse in mano alla speculazione edilizia, bonificò i campi incolti e paludosi creando giardini degni di una stazione termale ad alto livello.
Lo stabilimento Grocco viene realizzato nel 1903 allo scopo di commercializzare i Sali Tamerici che venivano estratti e confezionati, secondo appositi processi industriali, all'interno dei locali dell'edificio.
Nel sottosuolo viene convogliata acqua termale per consentire la creazione di una piscina e rendere possibile un'ulteriore terapia: la riabilitazione motoria in acqua per la cura delle patologie dell'apparato locomotore. Negli anni sessanta venne attrezzato e fu a disposizione della cittadinanza come Centro analisi.
L'ultimo stabilimento costruito è il Redi, iniziato nel 1962.
Oggi le Terme di Montecatini sono private e in gestione alla Terme di Montecatini s.p.a.

### La notorietà
A cavallo fra l'Ottocento e il novecento, la fama delle acque curative raggiunge l'apice che si mantiene per tutto il XX secolo. Personaggi illustri (fra loro Giuseppe Verdi, Ruggero Leoncavallo, Giacomo Puccini, Vittorio Emanuele II) si recano a Montecatini Terme a "passare le acque" e vi trascorrono periodicamente lunghi periodi. La città gode di particolare prosperità e si abbellisce con parchi fioriti e ville, edifici e opere d'arte in stile liberty, per accogliere al meglio i forestieri: artisti, intellettuali e aristocratici, non solo italiani, ma anche europei. L'offerta turistica si perfeziona e si arricchisce: oltre alle cure prevede anche il relax, il divertimento e lo sport. Sorgono ristoranti, teatri, locali notturni e un casinò.

## Le fonti termali

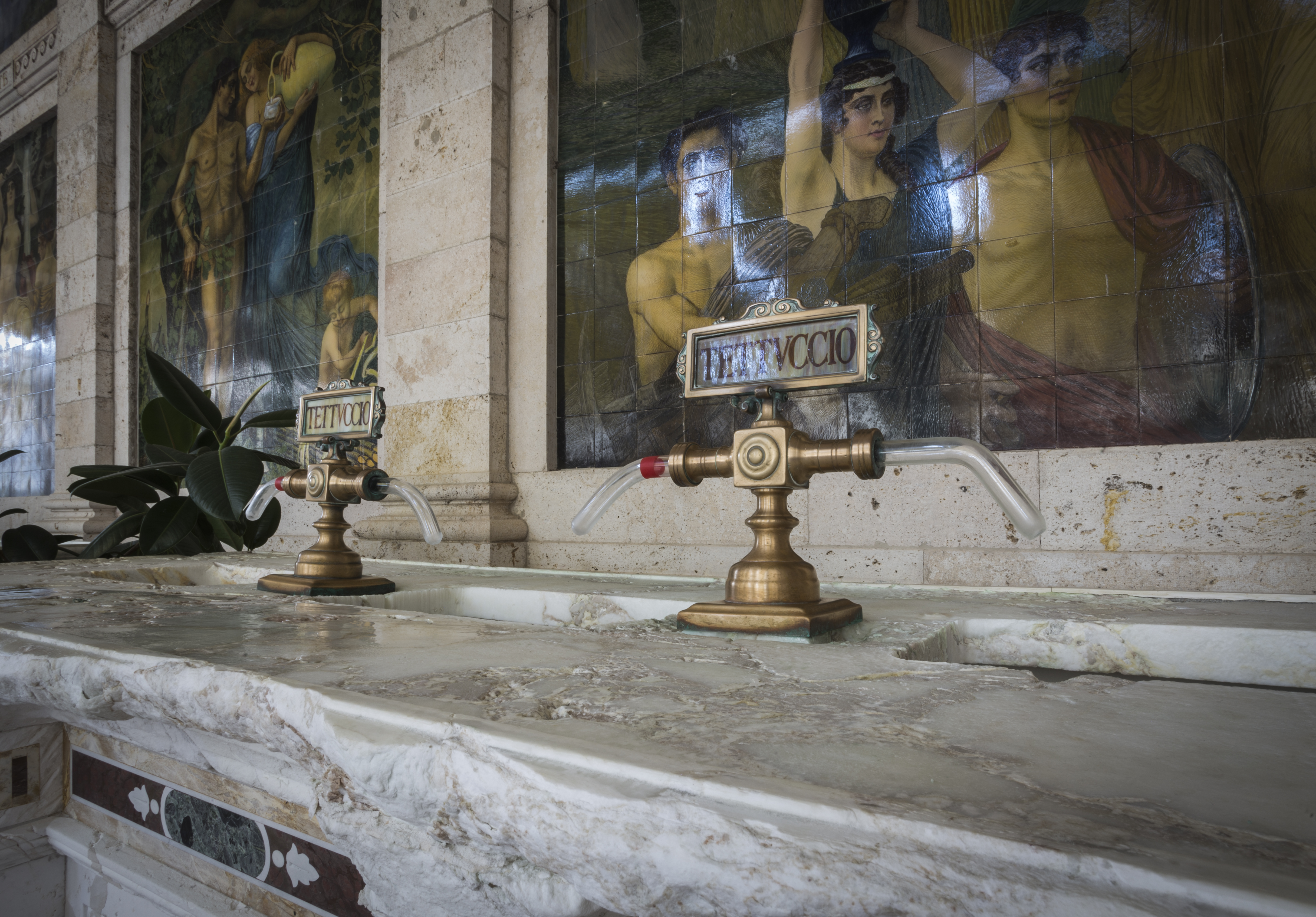
Mescita dell'acqua presso le Terme Tettuccio

Le fonti sono alimentate da quattro sorgenti che nascono da una falda a 60-80 metri di profondità; durante il loro viaggio verso la superficie si arricchiscono gradualmente dei sali minerali che conferiscono loro il caratteristico sapore salino. Le sorgenti danno il nome ad altrettante differenti acque suddivise in acque forti, medie e deboli.
- Acqua Leopoldina, (acqua forte) viene usata per la Cura idropinica, terapia storica delle Terme di Montecatini, basata sull'assunzione in dosi prescritte dal medico; è un'acqua purificante, con azione diretta sulla parete intestinale, e su tutte le patologie legate a un cattivo funzionamento dell'apparato gastroenterico (dispepsia, stipsi, intestino irritabile). Viene utilizzata anche per la balneoterapia, la fangoterapia e le cure inalatorie.
- Acqua Regina, (acqua media) agisce prevalentemente sul ripristino del flusso biliare, indicata quindi per le disfunzioni delle vie biliari e l'insufficienza epatica.
- Acqua Tettuccio, (acqua debole) favorisce la depurazione del fegato, utile nei dismetabolismi e nell'ipercolesterolemia. Ha anche un'azione sulla mucosa gastrica favorendo la digestione.
- Acqua Rinfresco, (acqua debole) favorisce la diuresi, l'eliminazione delle scorie e il ripristino dei sali minerali. È usata anche per la fango-balneoterapia.

Nei vari stabilimenti viene praticata anche la riabilitazione motoria in acqua, per la cura delle patologie dell'apparato locomotore.

## Caratteristiche dell'acqua
Le proprietà terapeutiche vennero per primo studiate dal professor Fedele Fedeli, che nel 1851 assunse la carica di direttore medico delle terme.

L'acqua che sgorga dalle fonti è batteriologicamente pura, poiché lungo il tragitto nel sottosuolo, viene filtrata e depurata dai depositi di calcare, diaspri, macigno e argilla. 
Essendo costituite prevalentemente da solfati e cloruri di magnesio e sodio, rientrano nel gruppo delle acque salso-solfate-alcaline, di facile assorbimento da parte dell'organismo. 
Contengono anche litio, iodio, potassio, calcio, silicio, zolfo e fosfati.

## Gli stabilimenti

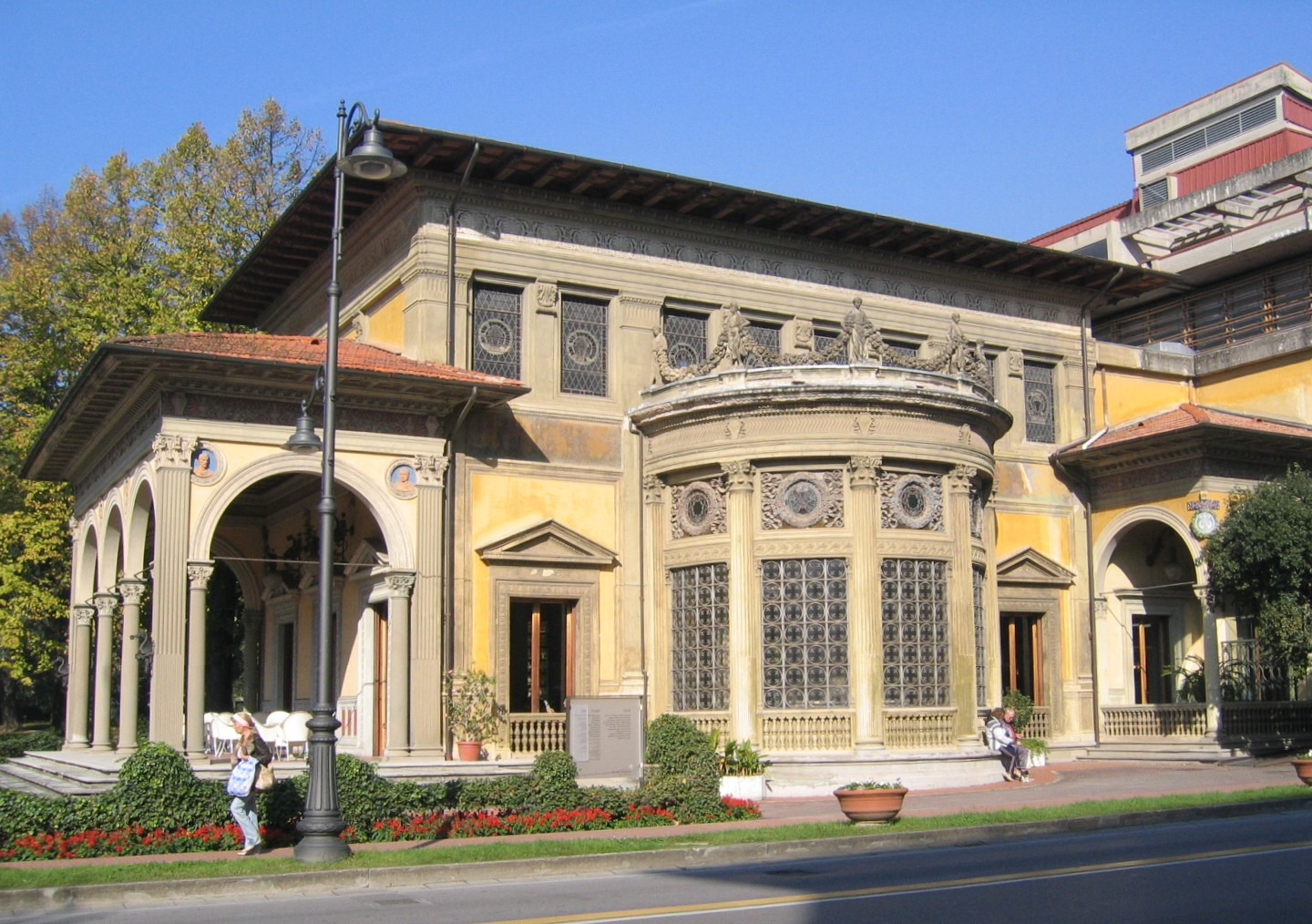
Stabilimento Excelsior

- Stabilimento Excelsior
- Stabilimento Tamerici
- Stabilimento Grocco
- Stabilimento Redi
- Stabilimento Leopoldine
- Stabilimento Torretta
- Stabilimento La Salute
- Stabilimento Tettuccio
- Stabilimento La Fortuna